# Katzenbeißer

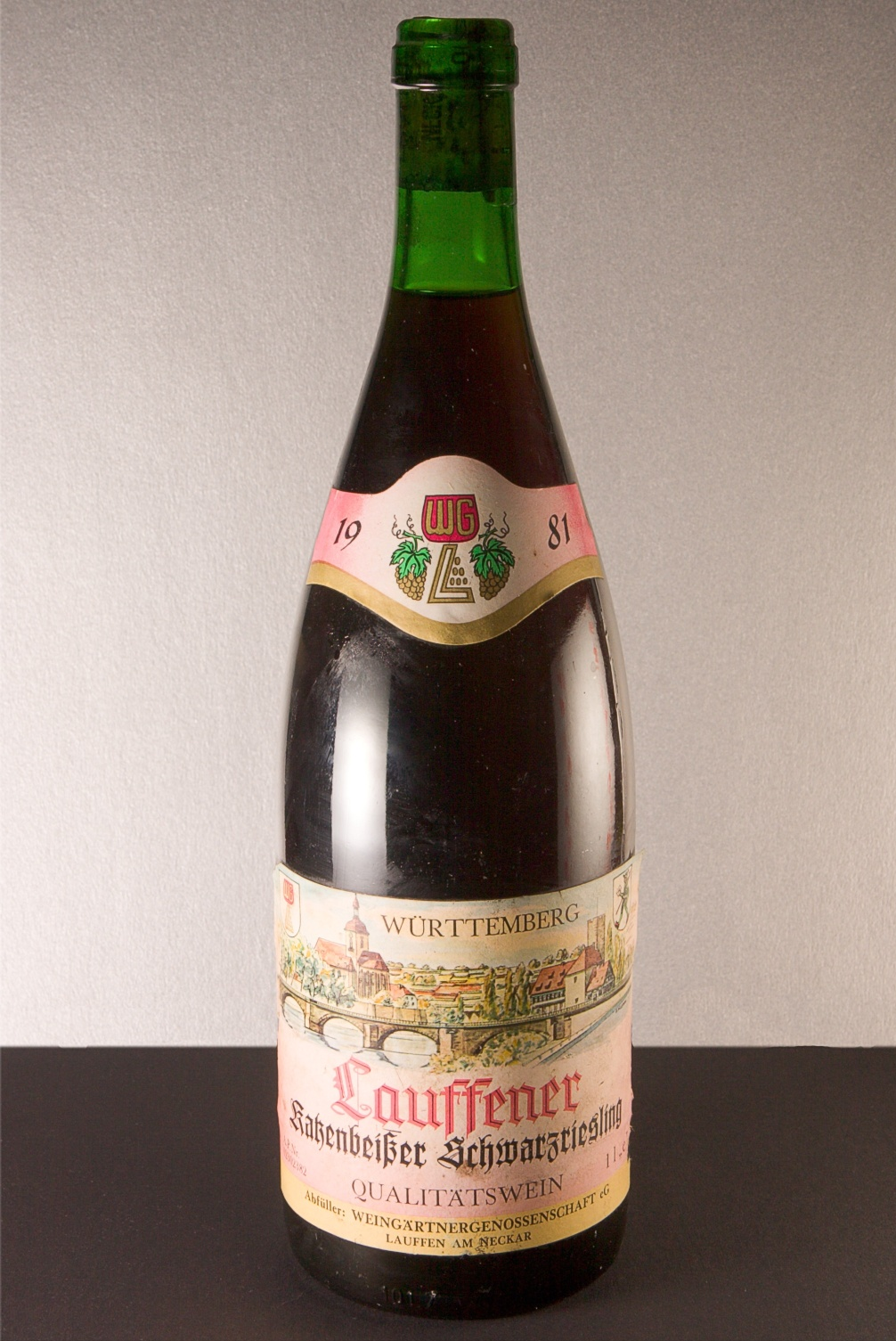
Ein alter Katzenbeißer

Katzenbeißer ist der Name einer Lage der Weinbauregion um Lauffen am Neckar in der Großlage Kirchenweinberg im Bereich Württembergisch Unterland. Sie ist vor allem berühmt für ihre Rotweine aus den Rebsorten Schwarzriesling, Trollinger, Samtrot und Lemberger. Die Einzellage umfasst 572 Hektar Rebfläche oberhalb des Bahnhofs von Lauffen. 30 Prozent der Lage sind fast eben, 60 Prozent sind mäßig geneigt und 10 Prozent der Lage sind terrassiert. Der Verwitterungsboden (Lehm, lehmiger Ton) liegt auf Keuper, Muschelkalk und Löss.
Der überwiegende Teil der Einzellage befindet sich entlang der Zaber an den Steilhängen der alten Neckarschlinge, ein Teil an den Hängen des Neckars.
Siehe auch: Württemberg (Weinbaugebiet)